# Tennistoernooi van Cincinnati 2008
|                                        |  |                                    |
| Nadja Petrova, winnares bij de vrouwen |  | Andy Murray, winnaar bij de mannen |

Het tennistoernooi van Cincinnati van 2008 werd in de periode juli/augustus 2008 gespeeld op de hardcourt-buitenbanen van het Lindner Family Tennis Center in de Amerikaanse plaats Mason, ongeveer dertig kilometer benoorden Cincinnati. De officiële naam van het toernooi was Western & Southern Masters and Women's Open.
Het toernooi bestond uit twee delen:
- ATP-toernooi van Cincinnati 2008, het toernooi voor de mannen, van 28 juli tot en met 3 augustus
- WTA-toernooi van Cincinnati 2008, het toernooi voor de vrouwen, van 11 tot en met 17 augustus

ATP-toernooi van Cincinnati‎ – WTA-toernooi van Cincinnati‎

2004 · 2005 · 2006 · 2007 · 2008 · 2009 · 2010 · 2011 · 2012 · 2013 · 2014 · 2015 · 2016 · 2017 · 2018 · 2019 · 2020 · 2021 · 2022 · 2023 · 2024